# 8867 Tubbiolo
8867 Tubbiolo è un asteroide della fascia principale. Scoperto nel 1992, presenta un'orbita caratterizzata da un semiasse maggiore pari a 2,8673046 UA e da un'eccentricità di 0,0258590, inclinata di 2,35218° rispetto all'eclittica.